# Beas de Guadix
Beas de Guadix es una localidad y municipio español situado en la parte central de la comarca de Guadix, en la provincia de Granada, comunidad autónoma de Andalucía. Limita con los municipios de Marchal, Guadix, Lugros, Polícar y Cortes y Graena. Otras localidades cercanas son Los Baños, Purullena y La Peza. En el año 2020 contaba con 329 habitantes.
En la vega del río Alhama, en las primeras estribaciones de Sierra Nevada, se asienta la villa de Beas de Guadix, por donde pasaba la antigua calzada romana que unía Guadix con Granada a través de La Peza. Este pequeño pueblo se encuentra rodeado por extensos bosques de pinos y cuenta con numerosos miradores, donde destaca el conocido como el del 'Fin del Mundo', con vistas a Sierra Nevada y los badlands. Cuenta además con yacimientos arqueológicos de distintas épocas y con numerosas viviendas en cuevas que fueron habitadas desde antiguo, y aún en la actualidad. También destacan los antiguos molinos de agua y la vieja prensa medieval de vino.

## Historia
Los orígenes de este municipio se remontan a la Prehistoria, como indican los restos y cuevas que se conservan de la cultura argárica. Los romanos tuvieron en esta zona un punto de aprovisionamiento en el lugar donde se cruzaba la ruta que iba de Granada a Guadix con La Peza. Precisamente, a la calzada romana parece aludir el topónimo de la población, que procede del término "Viax", derivado a su vez de "Vía Acci", «Camino de Guadix». Además, vestigios de varias villas demuestran que esta población adquirió singular importancia durante la época romana.
Más tarde, con los árabes, mantuvo su protagonismo debido a su situación estratégica, como demuestra la construcción de una fortificación defensiva por la dinastía nazarí. Durante años padeció el paso de incontables expediciones militares por lo que sirvió de prisión para los soldados cristianos que eran capturados en las escaramuzas de la zona, por lo que durante un tiempo se llamó "Veas de los Cabtivos".

## Demografía
Beas de Guadix cuenta con una población de 316 habitantes (INE 2024).
| Gráfica de evolución demográfica de Beas de Guadix entre 1842 y 2021 |
| |
| Población de derecho según los censos de población del INE Población de hecho según los censos de población del INEEn 1857 disminuye el término del municipio porque independiza a Lugros y Polícar |

## Administración y política
Los resultados en Beas de Guadix de las últimas elecciones municipales, celebradas en mayo de 2019, son:
| Elecciones Municipales - Beas de Guadix (2019) | Elecciones Municipales - Beas de Guadix (2019) | Elecciones Municipales - Beas de Guadix (2019) | Elecciones Municipales - Beas de Guadix (2019) | Elecciones Municipales - Beas de Guadix (2019) |
| Partido político                               | Partido político                               | Votos                                          | Votos                                          | Concejales                                     |
| ---------------------------------------------- | ---------------------------------------------- | ---------------------------------------------- | ---------------------------------------------- | ---------------------------------------------- |
|                                                | Partido Socialista Obrero Español (PSOE)       | 155                                            | 73,11 %                                        | 5                                              |
|                                                | Partido Popular (PP)                           | 52                                             | 24,53 %                                        | 2                                              |

## Cultura

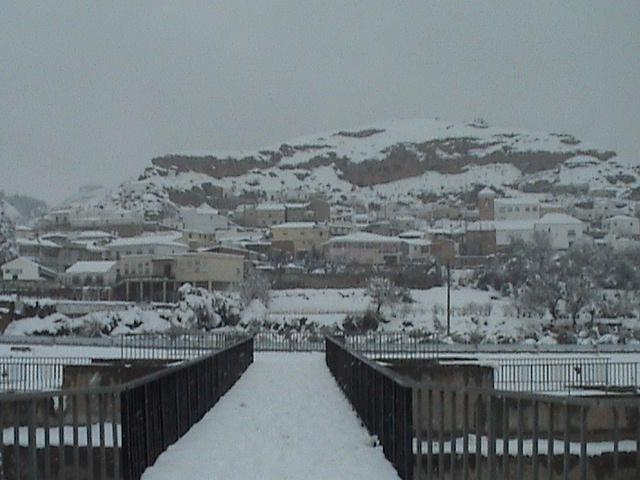
Beas de Guadix nevado

### Patrimonio
La iglesia de Nuestra Señora de la Anunciación, cuya construcción comenzó el año 1543 a cargo de Nuño Cañizares. Se trata de una iglesia de estilo mudéjar con restos de artesonado. La fachada tiene arco de medio punto y reloj de sol, y la torre de dos cuerpos está rematada con campanario a cuatro aguas.

## Fiestas
Las fiestas populares se celebran en honor de San Lorenzo durante el mes de agosto y hay otra feria como homenaje a Nuestra Señora de la Paz que tiene lugar a finales de enero. También resulta muy concurrida la celebración del Día de la Cruz el 3 de mayo, así como el día de San Marcos el 25 de abril.

## Hermanamientos
- Beas, España (2023)
- Beas de Granada, España (2023)
- Beas de Segura, España (2023)